# Bolbitis scalpturata
Bolbitis scalpturata là một loài thực vật có mạch trong họ Lomariopsidaceae. Loài này được (Fée) Ching mô tả khoa học đầu tiên năm 1934.